# وحي الدين موسيميتش
وحي الدين موسيميتش، من مواليد 26 أكتوبر 1946، لاعب كرة قدم يوغسلافي سابق.
لعب مع منتخب يوغسلافيا لكرة القدم.

## مسيرته الكروية
لعب وحي الدين موسيميتش خلال مسيرته الاحترافية مع ناديين في أحد عشر موسمًا وسجل خلالها 92 هدفًا ضمن 205 مباراة. ولم يفز بأي موسم بالكأس وفاز في موسم واحد بالدوري.
خاض وحي الدين موسيميتش مسيرته مع نادي ساراييفو في موسم 1965–66 ليلعب معه تسعة مواسم، مشاركًا في 163 مباراة سجل خلالها 73 هدفًا. ثم انتقل إلى نادي نيس في موسم 1974–75 ولمدة موسمين، حيث شارك في 42 مباراة سجل خلالها 19 هدفًا.

## روابط خارجية
- وحي الدين موسيميتش على موقع الاتحاد الأوربي (الإنجليزية)
- وحي الدين موسيميتش على موقع قاعدة بيانات كرة القدم.إي يو (الإنجليزية)
- وحي الدين موسيميتش على موقع ناشيونال فوتبول تيمز (الإنجليزية)
- وحي الدين موسيميتش على موقع عالم كرة القدم.نت (الإنجليزية)